# Finchley Road (métro de Londres)
Finchley Road  est une station des lignes : Jubilee line et Metropolitan line, du métro de Londres, en zone 2. Elle est située sur la Finchley Road (en) dans le Borough londonien de Camden.

## À proximité
- Finchley Road (en)